# Cardiff North (circonscription du Parlement britannique)
Ne doit pas être confondue avec Cardiff North, une circonscription du Senedd.
Circonscription parlementaire de la 

Chambre des communes
Cardiff North est une circonscription électorale britannique située au pays de Galles.

## Members of Parliament
| Election | Election | Membres,        | Parti        | Portrait |
| -------- | -------- | --------------- | ------------ | -------- |
|          | 1950     | David Llewellyn | Conservateur |          |
|          | 1959     | Donald Box      | Conservateur |          |
|          | 1966     | Ted Rowlands    | Labour       |          |
|          | 1970     | Michael Roberts | Conservateur |          |
|          | Feb 1974 | Ian Grist       | Conservateur |          |
|          | 1983     | Gwilym Jones    | Conservateur |          |
|          | 1997     | Julie Morgan    | Labour       |          |
|          | 2010     | Jonathan Evans  | Conservateur |          |
|          | 2015     | Craig Williams  | Conservateur |          |
|          | 2017     | Anna McMorrin   | Labour       |          |

## Élections

### Élections dans les années 2010
| Élections générales de 2017: Cardiff North |                                   |                                   |        |      |       |
| Parti                                      | Parti                             | Candidat                          | Votes  | %    | ±     |
|                                            | Labour                            | Anna McMorrin                     | 26,081 | 50.1 | +11.9 |
|                                            | Conservateur                      | Craig Williams                    | 21,907 | 42.1 | −0.3  |
|                                            | Plaid Cymru                       | Steffan Webb                      | 1,738  | 3.3  | −1.2  |
|                                            | Libéral Démocrates                | Matt Hemsley                      | 1,714  | 3.3  | −0.5  |
|                                            | UKIP                              | Gary Oldfield                     | 582    | 1.1  | −6.6  |
| Majorité                                   | Majorité                          | Majorité                          | 4,174  | 8.0  | N/A   |
| Participation                              | Participation                     | Participation                     | 52,022 | 77.4 | +1.3  |
|                                            | Labour vainqueur sur Conservateur | Labour vainqueur sur Conservateur | Swing  | +6.1 |       |

| Élections générales de 2015: Cardiff North, |                    |                   |        |      |       |
| Parti                                       | Parti              | Candidat          | Votes  | %    | ±     |
|                                             | Conservateur       | Craig Williams    | 21,709 | 42.4 | +4.9  |
|                                             | Labour             | Mari Williams     | 19,572 | 38.3 | +1.2  |
|                                             | UKIP               | Ethan R Wilkinson | 3,953  | 7.7  | +5.4  |
|                                             | Plaid Cymru        | Elin Jones        | 2,301  | 4.5  | +1.2  |
|                                             | Libéral Démocrates | Elizabeth Clark   | 1,953  | 3.8  | −14.5 |
|                                             | Green              | Ruth Osner        | 1,254  | 2.5  | +1.7  |
|                                             | Christian          | Jeff Green        | 331    | 0.6  | 0.0   |
|                                             | Alter Change       | Shaun Jenkins     | 78     | 0.2  | N/A   |
| Majorité                                    | Majorité           | Majorité          | 2,137  | 4.2  | +3.8  |
| Participation                               | Participation      | Participation     | 51,151 | 76.1 | +3.4  |
|                                             | Conservateur hold  | Conservateur hold | Swing  | +1.8 |       |

| Élections générales de 2010: Cardiff North, |                                   |                                   |        |      |      |
| Parti                                       | Parti                             | Candidat                          | Votes  | %    | ±    |
|                                             | Conservateur                      | Jonathan Evans                    | 17,860 | 37.5 | +1.0 |
|                                             | Labour                            | Julie Morgan                      | 17,666 | 37.1 | −1.9 |
|                                             | Libéral Démocrates                | John Dixon                        | 8,724  | 18.3 | −0.4 |
|                                             | Plaid Cymru                       | Llywelyn Rhys                     | 1,588  | 3.3  | −0.9 |
|                                             | UKIP                              | Lawrence Gwynn                    | 1,130  | 2.4  | +1.2 |
|                                             | Green                             | Christopher von Ruhland           | 362    | 0.8  | +0.8 |
|                                             | Christian                         | Derek Thomson                     | 300    | 0.6  | +0.6 |
| Majorité                                    | Majorité                          | Majorité                          | 194    | 0.4  | N/A  |
| Participation                               | Participation                     | Participation                     | 47,630 | 72.7 | +2.2 |
|                                             | Conservateur vainqueur sur Labour | Conservateur vainqueur sur Labour | Swing  | +1.5 |      |

### Élections dans les années 2000
| Élections générales de 2005: Cardiff North |                      |                         |        |      |       |
| Parti                                      | Parti                | Candidat                | Votes  | %    | ±     |
|                                            | Labour               | Julie Morgan            | 17,707 | 39.0 | −6.9  |
|                                            | Conservateur         | Jonathan Morgan         | 16,561 | 36.5 | +4.9  |
|                                            | Libéral Démocrates   | John Dixon              | 8,483  | 18.7 | +3.4  |
|                                            | Plaid Cymru          | John Rowlands           | 1,936  | 4.3  | −1.4  |
|                                            | UKIP                 | Don Hulston             | 534    | 1.2  | −0.2  |
|                                            | Forward Wales        | Alison Hobbs            | 138    | 0.3  | +0.3  |
|                                            | Rainbow Dream Ticket | Catherine Taylor-Dawson | 1      | 0.0  | 0.0   |
| Majorité                                   | Majorité             | Majorité                | 1,146  | 2.5  | -11.8 |
| Participation                              | Participation        | Participation           | 45,360 | 70.5 | +1.5  |
|                                            | Labour hold          | Labour hold             | Swing  | −5.9 |       |

| Élections générales de 2001: Cardiff North |                    |                 |        |      |       |
| Parti                                      | Parti              | Candidat        | Votes  | %    | ±     |
|                                            | Labour             | Julie Morgan    | 19,845 | 45.9 | −4.6  |
|                                            | Conservateur       | Alastair Watson | 13,680 | 31.6 | −2.0  |
|                                            | Libéral Démocrates | John Dixon      | 6,631  | 15.3 | +4.4  |
|                                            | Plaid Cymru        | Sion Jobbins    | 2,471  | 5.7  | +3.2  |
|                                            | UKIP               | Don Hulston     | 613    | 1.4  | N/A   |
| Majorité                                   | Majorité           | Majorité        | 6,165  | 14.3 | -2.5  |
| Participation                              | Participation      | Participation   | 43,240 | 69.0 | −11.2 |
|                                            | Labour hold        | Labour hold     | Swing  | N/A  |       |

### Élections dans les années 1990
| Élections générales de 1997: Cardiff North |                                   |                                   |        |      |       |
| Parti                                      | Parti                             | Candidat                          | Votes  | %    | ±     |
|                                            | Labour                            | Julie Morgan                      | 24,460 | 50.4 | +11.5 |
|                                            | Conservateur                      | Gwilym Jones                      | 16,334 | 33.7 | −11.5 |
|                                            | Libéral Démocrates                | Robyn Rowland                     | 5,294  | 10.9 | −2.7  |
|                                            | Plaid Cymru                       | Colin Palfrey                     | 1,201  | 2.5  | +0.6  |
|                                            | Référendum                        | Edward J. Litchfield              | 1,199  | 2.5  | N/A   |
| Majorité                                   | Majorité                          | Majorité                          | 8,126  | 16.8 | N/A   |
| Participation                              | Participation                     | Participation                     | 48,488 | 80.2 | -3.9  |
|                                            | Labour vainqueur sur Conservateur | Labour vainqueur sur Conservateur | Swing  |      |       |

| Élections générales de 1992: Cardiff North, |                    |                   |        |      |       |
| Parti                                       | Parti              | Candidat          | Votes  | %    | ±     |
|                                             | Conservateur       | Gwilym Jones      | 21,547 | 45.1 | −0.1  |
|                                             | Labour             | Julie Morgan      | 18,578 | 38.9 | +12.2 |
|                                             | Libéral Démocrates | Eve Warlow        | 6,487  | 13.6 | −12.9 |
|                                             | Plaid Cymru        | Eluned Bush       | 916.   | 1.9  | +0.4  |
|                                             | BNP                | John Morse        | 121    | 0.3  | N/A   |
|                                             | Natural Law        | David Palmer      | 86     | 0.2  | N/A   |
| Majorité                                    | Majorité           | Majorité          | 2,969  | 6.2  | −12.4 |
| Participation                               | Participation      | Participation     | 47,735 | 84.1 | +3.1  |
|                                             | Conservateur hold  | Conservateur hold | Swing  | −6.2 |       |

### Élections dans les années 1980
| Élections générales de 1987: Cardiff North |                   |                   |        |      |       |
| Parti                                      | Parti             | Candidat          | Votes  | %    | ±     |
|                                            | Conservateur      | Gwilym Jones      | 20,061 | 45.3 | −1.8  |
|                                            | Labour            | Stephen Tarbet    | 11,827 | 26.7 | +6.7  |
|                                            | Social Democratic | Anthony Jeremy    | 11,725 | 26.5 | −4.0  |
|                                            | Plaid Cymru       | Eluned Bush       | 692    | 1.5  | −0.9  |
| Majorité                                   | Majorité          | Majorité          | 8,234  | 18.6 | +10.0 |
| Participation                              | Participation     | Participation     | N/A    | 81.0 | +3.72 |
|                                            | Conservateur hold | Conservateur hold | Swing  | N/A  |       |

| Élections générales de 1983: Cardiff North |                   |                   |        |       |     |
| Parti                                      | Parti             | Candidat          | Votes  | %     | ±   |
|                                            | Conservateur      | Gwilym Jones      | 19,433 | 47.1  | N/A |
|                                            | Social Democratic | Anthony Jeremy    | 12,585 | 30.5  | N/A |
|                                            | Labour            | Jane Hutt         | 8,256  | 20.0  | N/A |
|                                            | Plaid Cymru       | Dafydd J.L. Huws  | 974    | 2.4   | N/A |
| Majorité                                   | Majorité          | Majorité          | 6,848  | 16.60 | N/A |
| Participation                              | Participation     | Participation     | N/A    | 77.28 | N/A |
|                                            | Conservateur hold | Conservateur hold | Swing  | N/A   |     |

### Élections dans les années 1970
| Élections générales de 1979: Cardiff North |                   |                   |        |       |     |
| Parti                                      | Parti             | Candidat          | Votes  | %     | ±   |
|                                            | Conservateur      | Ian Grist         | 17,181 | 47.31 | N/A |
|                                            | Labour            | MD Petrou         | 13,133 | 36.16 | N/A |
|                                            | Libéral           | Mike German       | 4,921  | 13.55 | N/A |
|                                            | Plaid Cymru       | OJ Thomas         | 1,081  | 2.98  | N/A |
| Majorité                                   | Majorité          | Majorité          | 4,048  | 11.15 | N/A |
| Participation                              | Participation     | Participation     | N/A    | 75.70 | N/A |
|                                            | Conservateur hold | Conservateur hold | Swing  | −1.4  |     |

| Élections générales d'octobre 1974: Cardiff North |                   |                   |        |       |     |
| Parti                                             | Parti             | Candidat          | Votes  | %     | ±   |
|                                                   | Conservateur      | Ian Grist         | 13,480 | 41.93 | N/A |
|                                                   | Labour            | J Collins         | 11,479 | 35.70 | N/A |
|                                                   | Libéral           | Mike German       | 5,728  | 17.82 | N/A |
|                                                   | Plaid Cymru       | P Richards        | 1,464  | 4.55  | N/A |
| Majorité                                          | Majorité          | Majorité          | 2,001  | 6.22  | N/A |
| Participation                                     | Participation     | Participation     | N/A    | 73.31 | N/A |
|                                                   | Conservateur hold | Conservateur hold | Swing  | N/A   |     |

| Élections générales de février 1974: Cardiff North |                   |                   |        |       |     |
| Parti                                              | Parti             | Candidat          | Votes  | %     | ±   |
|                                                    | Conservateur      | Ian Grist         | 14,659 | 42.88 | N/A |
|                                                    | Labour            | J Collins         | 10,806 | 31.61 | N/A |
|                                                    | Libéral           | TAD Thomas        | 7,139  | 20.88 | N/A |
|                                                    | Plaid Cymru       | P Richards        | 1,586  | 4.64  | N/A |
| Majorité                                           | Majorité          | Majorité          | 3,853  | 11.27 | N/A |
| Participation                                      | Participation     | Participation     | N/A    | 78.58 | N/A |
|                                                    | Conservateur hold | Conservateur hold | Swing  | N/A   |     |

| Élections générales de 1970: Cardiff North |                                   |                                   |        |       |     |
| Parti                                      | Parti                             | Candidat                          | Votes  | %     | ±   |
|                                            | Conservateur                      | Michael Roberts                   | 21,983 | 46.95 | N/A |
|                                            | Labour                            | Ted Rowlands                      | 20,207 | 43.16 | N/A |
|                                            | Libéral                           | Howard M O'Brien                  | 2,701  | 5.77  | N/A |
|                                            | Plaid Cymru                       | Brian Morgan Edwards              | 1,927  | 4.12  | N/A |
| Majorité                                   | Majorité                          | Majorité                          | 1,776  | 3.79  | N/A |
| Participation                              | Participation                     | Participation                     | N/A    | 76.58 | N/A |
|                                            | Conservateur vainqueur sur Labour | Conservateur vainqueur sur Labour | Swing  | N/A   |     |

### Élections dans les années 1960
| Élections générales de 1966: Cardiff North |                                   |                                   |        |       |     |
| Parti                                      | Parti                             | Candidat                          | Votes  | %     | ±   |
|                                            | Labour                            | Ted Rowlands                      | 23,669 | 50.72 | N/A |
|                                            | Conservateur                      | Donald Box                        | 22,997 | 49.28 | N/A |
| Majorité                                   | Majorité                          | Majorité                          | 672    | 1.44  | N/A |
| Participation                              | Participation                     | Participation                     | N/A    | 78.97 | N/A |
|                                            | Labour vainqueur sur Conservateur | Labour vainqueur sur Conservateur | Swing  | N/A   |     |

| Élections générales de 1964: Cardiff North |                   |                   |        |       |     |
| Parti                                      | Parti             | Candidat          | Votes  | %     | ±   |
|                                            | Conservateur      | Donald Box        | 21,837 | 44.64 | N/A |
|                                            | Labour            | John A Reynolds   | 18,215 | 37.24 | N/A |
|                                            | Libéral           | Denis G Rees      | 7,806  | 15.96 | N/A |
|                                            | Plaid Cymru       | Emrys Roberts     | 1,058  | 2.16  | N/A |
| Majorité                                   | Majorité          | Majorité          | 3,622  | 7.40  | N/A |
| Participation                              | Participation     | Participation     | N/A    | 80.68 | N/A |
|                                            | Conservateur hold | Conservateur hold | Swing  | N/A   |     |

### Élections dans les années 1950
| Élections générales de 1959: Cardiff North |                   |                   |        |       |     |
| Parti                                      | Parti             | Candidat          | Votes  | %     | ±   |
|                                            | Conservateur      | Donald Box        | 28,737 | 57.76 | N/A |
|                                            | Labour            | George S Viner    | 18,054 | 36.29 | N/A |
|                                            | Plaid Cymru       | Emrys Roberts     | 2,553  | 5.13  | N/A |
|                                            | Indépendant       | Stanley G Worth   | 408    | 0.82  | N/A |
| Majorité                                   | Majorité          | Majorité          | 10,683 | 21.47 | N/A |
| Participation                              | Participation     | Participation     | N/A    | 82.94 | N/A |
|                                            | Conservateur hold | Conservateur hold | Swing  | N/A   |     |

| Élections générales de 1955: Cardiff North |                   |                   |        |       |     |
| Parti                                      | Parti             | Candidat          | Votes  | %     | ±   |
|                                            | Conservateur      | David Llewellyn   | 29,409 | 59.25 | N/A |
|                                            | Labour            | Leo Abse          | 20,224 | 40.75 | N/A |
| Majorité                                   | Majorité          | Majorité          | 9,185  | 18.51 | N/A |
| Participation                              | Participation     | Participation     | N/A    | 80.90 | N/A |
|                                            | Conservateur hold | Conservateur hold | Swing  | N/A   |     |

| Élections générales de 1951: Cardiff North |                   |                   |        |       |     |
| Parti                                      | Parti             | Candidat          | Votes  | %     | ±   |
|                                            | Conservateur      | David Llewellyn   | 29,408 | 56.55 | N/A |
|                                            | Labour Co-op      | John Evans        | 22,600 | 43.45 | N/A |
| Majorité                                   | Majorité          | Majorité          | 6,808  | 13.09 | N/A |
| Participation                              | Participation     | Participation     | N/A    | 85.59 | N/A |
|                                            | Conservateur hold | Conservateur hold | Swing  | N/A   |     |

| Élections générales de 1950: Cardiff North |                                        |                 |        |       |     |
| Parti                                      | Parti                                  | Candidat        | Votes  | %     | ±   |
|                                            | Conservateur                           | David Llewellyn | 23,988 | 46.96 | N/A |
|                                            | Labour                                 | William Howlett | 21,081 | 41.27 | N/A |
|                                            | Libéral                                | DA Jones        | 6,017  | 11.78 | N/A |
| Majorité                                   | Majorité                               | Majorité        | 2,907  | 5.69  | N/A |
| Participation                              | Participation                          | Participation   | N/A    | 84.38 | N/A |
|                                            | Conservateur Vainqueur (nouveau siège) |                 |        |       |     |